# بين إي. كابل
بين إي. كابل هو سياسي أمريكي، ولد في 18 نوفمبر 1858 في فورت سميث في الولايات المتحدة، وتوفي في 8 فبراير 1931. انتخب عمدة دالاس، تكساس ‏.